# Bibliothèque paroissiale

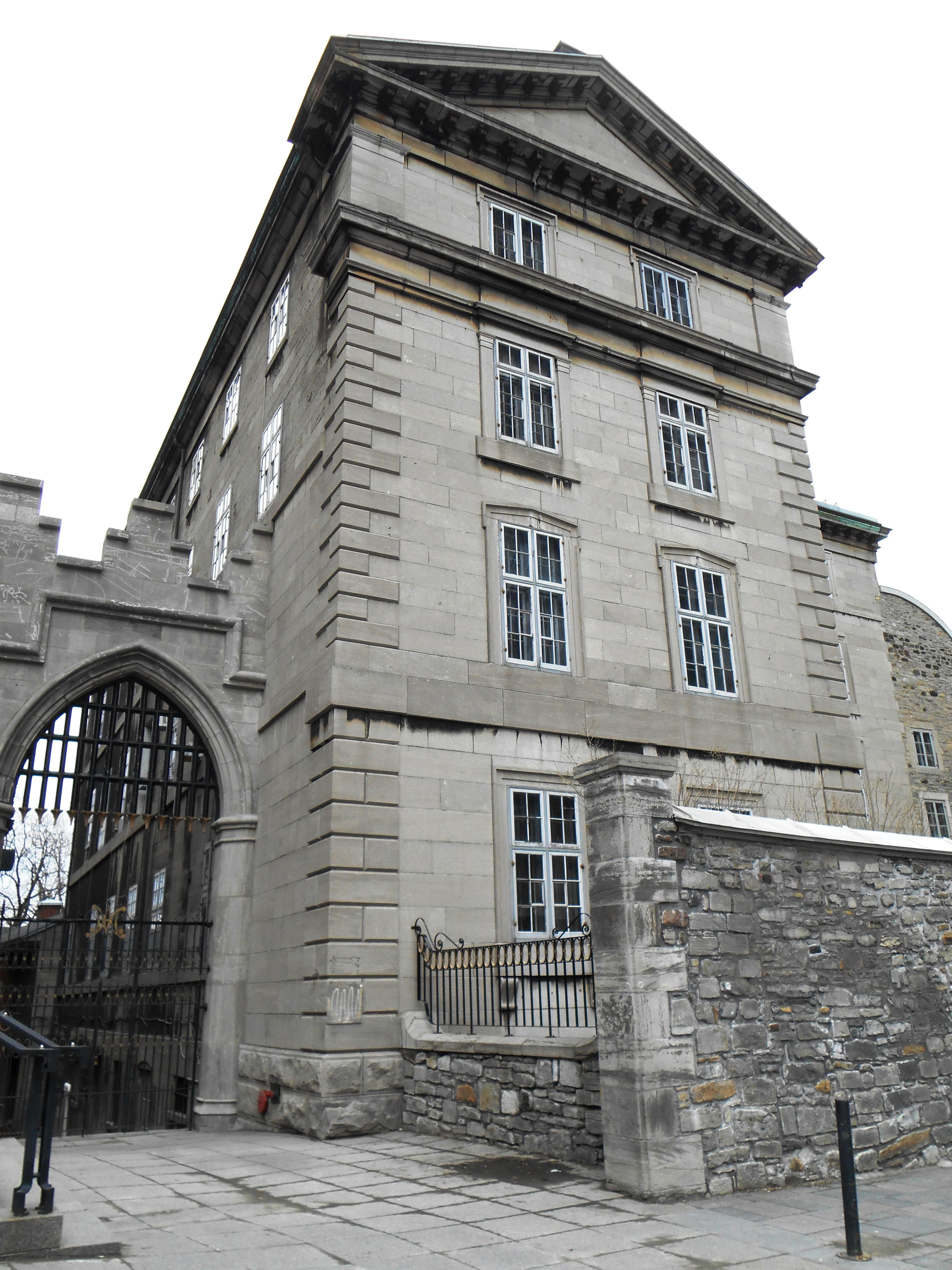
Paroisse Notre-Dame de Montréal, Séminaire de Saint-Sulpice

Les bibliothèques paroissiales sont des bibliothèques qui ont été créées par le clergé dans les paroisses du Bas-Canada entre 1845 et 1960. Elles visaient à offrir à une population de plus en plus alphabétisée des lectures respectueuses des enseignements de l’Église catholique.

## Le contexte social
Les bibliothèques paroissiales, au Canada, ont eu des débuts qu'il est difficile de retracer avec précision. Au temp du régime français, quelques curés, possesseurs de bibliothèques personnelles plus au moins considérables, ont pu les mettre au service de leurs fidèles. Un historien, l'abbé Auguste-Honoré Gosselin, en parlant de l'époque de 1800 à 1820, a écrit qu'il se fondait un peu partout des bibliothèques dans les paroisses. 
La bibliothèque paroissiale s'imposait comme une nécessité sociale, comme la seule institution capable de lutter avec profit contre les mauvais livres et un moyen capable de rétablir, par les moyens nouveaux, l'harmonie sociale d'antan.
Dès les premières années de la colonie, les congrégations religieuses ont été les principales gardiennes du savoir et de la connaissance au Québec. Jusqu’à la Révolution tranquille dans les années 1960, ce sont elles qui s’occupaient de gérer le système d’éducation de la province. L’Église avait alors une grande influence sur la population, car les gens étaient très croyants et pratiquants. « Dans ce contexte, la paroisse est devenue, au plan social, le cadre de vie du Canadien français ». 

Ce fut sans doute le grand mérite de Mgr Ignace Bourget, à son entrée en fonction comme deuxième évêque de Montréal (en 1840), d'avoir compris combien la situation religieuse était critique, et d'avoir posé les bases d'une véritable renaissance religieuse, en tirant plein parti d'un climat nouveau ou l'Église canadienne réapprit à se servir d'une liberté presque oubliée depuis la conquête. Sous l'égide de Bourget, un premier journal catholique vit le jour, les Mélanges religieux. Dirigé et rédigé de l'Évêché, il servit d'organe de défense religieuse, dans une complète indépendance des partis politiques.  C'est dans un tel contexte de réforme religieuse que se situent les initiatives par lesquelles l'autorité ecclésiastique entreprit d'établir un réseau de bibliothèques sous sa direction. 

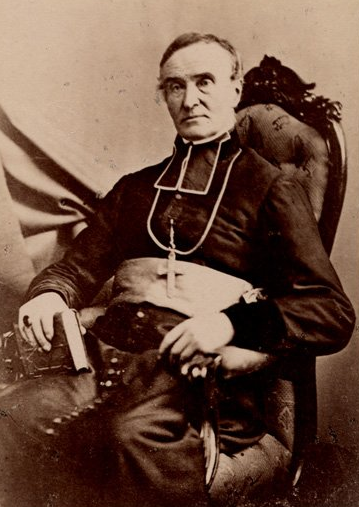
Monseigneur Charles-François Baillargeon. 1870

Par les bibliothèques paroissiales, l'Église voyait un moyen de prolonger son emprise et les enseignements dispensés dans le réseau scolaire. Ainsi, Mgr Charles-François Baillargeon, l’archevêque de Québec, affirmait : « Pour que nos jeunes gens complètent l’instruction qu’ils ont reçue dans nos écoles, il faut qu’ils aient des livres. […] Si l’on ne veut pas qu’ils en lisent des mauvais, il faut leur en procurer de bons ». Cette volonté d’établir un système de bibliothèques paroissiales était d'abord et avant tout une réponse directe au climat religieux de l’époque. En effet, certains évènements récents, autant politiques que religieux, avaient contribué à amoindrir la ferveur religieuse chez les catholiques de la province. Parallèlement, une menace externe à la mainmise du catholicisme chez les Canadiens français s’intensifiait. En effet, la propagande protestante connaissait une ferveur nouvelle et l’un de ses principaux véhicules de conversion était l’imprimé. Que ce soit sous forme de bibles, de tracts ou de journaux, c’est en faisant appel à la lecture que les groupements protestants ont mené leur propagande de conversion.
Devant cette situation défavorable pour le clergé catholique, le curé de la cathédrale de Québec a proposé, le 10 avril 1842, la mise en place d’une Bibliothèque Religieuse et Instructive dans la paroisse de Québec. Il défendait aussi l’idée de la création de la Société des bons livres de la paroisse de Québec. Bien que l’initiative ait été accueillie favorablement par l’archevêque Mgr Pierre-Flavien Turgeon et par le journal de l’évêché de Montréal, Les Mélanges religieux, il a fallu attendre l’intervention du Sulpicien Joseph-Vincent Quiblier, en 1844, pour que le projet aboutisse avec la formation de l’Œuvre des bons livres.
Entre-temps, à la suite des rébellions de 1837-1838, à la publication du rapport Durham qui s’en suivi et à l’union du Haut et du Bas-Canada, le gouvernement a été amené à prendre des décisions quant à l’éducation de la population. En 1841, une loi scolaire a été votée menant à la création du poste de surintendant de l’Éducation en 1842. Le premier surintendant a été Jean-Baptiste Meilleur qui était déjà connu pour ses positions au sujet de l’éducation. Son mandat était de construire un système scolaire public, jusqu’alors pratiquement inexistant. Dans son premier rapport en 1843, il a noté que les bibliothèques qui existaient déjà dans certaines paroisses et qui étaient gérées par le clergé, étaient peu nombreuses, que leurs collections étaient peu volumineuses, et qu'il y avait trop d'ouvrages religieux par rapport aux autres types de livres sur les rayons. Il a donc recommandé que des bibliothèques scolaires soient créées, qu’elles soient sous la responsabilité des commissaires scolaires, mais que les ouvrages soient disponibles pour l’ensemble de la population. Ses recommandations ont été fortement influencées par les bibliothèques publiques qui existaient déjà aux États-Unis et en France notamment, et qu'il admirait pour leur influence « sur les coutumes et le caractère du peuple, intellectuellement et moralement ».
La création de ces bibliothèques scolaires par Jean-Baptiste Meilleur a donc créé un réseau parallèle à celui des bibliothèques paroissiales qui commençait lui aussi à prendre de l’expansion. Même si Meilleur aurait voulu que toutes les bibliothèques soient scolaires et publiques, le clergé est resté réticent à l’idée puisqu’il ne faisait pas confiance aux commissaires quant au choix des livres offerts à la population. Aussi, après 1845 avec la confessionnalisation des écoles, ces bibliothèques scolaires ont souvent été fusionnées avec les bibliothèques paroissiales, mais ces nouvelles bibliothèques fusionnées sont alors passées sous la direction des curés.

## L'Œuvre des bons livres

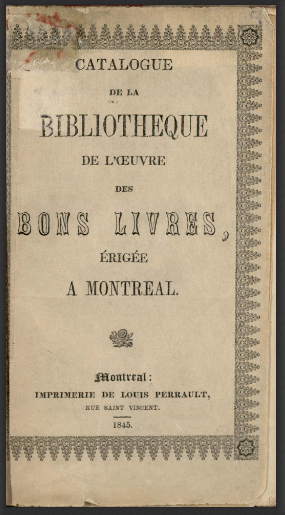
Catalogue de la Bibliothèque de l'Oeuvre des bons livres. 1845

C’est officiellement en 1844, avec la création de l’Œuvre des bons livres par les Sulpiciens qu'a commencé l’implantation des bibliothèques paroissiales à Montréal et dans les villes autour. Un an plus tard, en septembre 1845, l'évêque de Montréal, Mgr Bourget, établissait, dans un mandement, l'Œuvre des bons livres en tant qu'association de piété: le but de l'œuvre était de défendre la foi et les mœurs attaqués par des productions impies et immorales, de combattre l'impiété en opposant aux livres impies, des livres pleins de la doctrine de la foi et conformes à ses dogmes et à sa morale. Cet organisme avait pour but d’offrir une sélection de livres respectant les mœurs et valeurs catholiques à la population. L'Œuvre des bons livres a été mise sur pied par Joseph-Vincent Quiblier et a pris comme modèle l'Œuvre des bons livres de Bordeaux en France fondée en 1820. 
L'Œuvre des bons livres a réussi à rejoindre 150 membres à sa fondation et ces derniers étaient surtout des gens de la bourgeoisie. Afin d’accéder à la sélection de livres rassemblés par l'Œuvre, les gens devaient débourser un montant de 5 shillings par an. En 1845, un catalogue regroupant les 2 312 titres de la première bibliothèque paroissiale de Montréal a été publié. On peut savoir par ce catalogue que la bibliothèque était composée à 86 % de livres religieux, de bonne littérature, ainsi que de livres d’histoire. À cette époque, la collection apparaissait comme étant plutôt hétéroclite, populaire et mièvre. Le catalogue de 1862 de la bibliothèque paroissiale nous permet de voir une certaine évolution dans la diversité des sujets des livres. Les livres religieux y avait toujours une place de choix, mais les ouvrages de lettres et de philosophie y étaient les plus nombreux. On retrouvait aussi des livres de géographie, de pédagogie, de sciences, des récits de voyage, etc.. Le succès de l'Oeuvre ne fait aucun doute, puisqu'entre 1845 et 1850, 25 000 prêts ont été enregistrés. Cela « est considérable, pour une population francophone de 23 000 personnes, ayant un taux d’alphabétisation d’environ 25 % ». De plus, on avait observé que les habitudes de lecture dans les familles permettaient de multiplier par quatre le nombre de ceux qui lisaient l'ouvrage emprunté ou en écoutaient la lecture. 

## À l'extérieur de Montréal
À Québec, comme à Montréal, le mouvement des bibliothèques paroissiales a pris naissance au début des années 1840. En 1843, le curé de la paroisse Notre-Dame de Québec, Charles-François Baillargeon, futur évêque de la ville, y a fondé une bibliothèque paroissiale. Cette bibliothèque est la propriété de la cure du Québec pour l'usage exclusif des paroissiens et la société prête gratuitement les livres aux pauvres de la paroisse, qui sont munis d'un certificat ou recommandation provenant d'un des officiers de la Société, d'un des membres du comité, ou encore du confesseur. Les personnes qui ne sont pas membres peuvent emprunter des livres moyennant une somme à payer au mois ou par année qui est déterminée par le comité de régie.  Dans le diocèse de Rimouski, fondé en 1867, les curés se sont aussi mis à l’œuvre pour créer des bibliothèques dans leurs paroisses. En 1872, 17 paroisses sur 43 possédaient leur bibliothèque paroissiale.
Par contre, dans les paroisses à l’extérieur de Montréal, on ne retrouvait pas de bibliothèques aussi bien garnies qu’à Montréal. Les statistiques disponibles grâce aux rapports annuels des curés de l’époque permettent de connaitre le nombre de bibliothèques paroissiales ainsi qu’un aperçu de leurs collections de livres. Par exemple, en 1853, parmi les 48 paroisses qui ont participé au rapport, il est possible de savoir que 28 d'entre elles possédaient des bibliothèques pour leurs paroissiens. Comme les paroisses n'avaient pas des moyens égaux, les collections de livres n'étaient pas égales. Il semblerait qu'en moyenne, les paroisses possédaient 248,3 livres par bibliothèque.
Durant toute la période, le clergé, qui continuait de suivre et d'analyser la situation des bibliothèques paroissiales, se prononçait périodiquement sur la situation notamment durant le synode provincial de 1854, durant lequel il leur consacre une bonne partie de l’agenda. Il en a résulté que les évêques se sont faits plus insistants auprès des curés de paroisses qui n'avaient pas encore de bibliothèque paroissiale pour qu’ils en créent une. Le mouvement a perduré jusqu’à la fin du XIXe siècle et il a continué à prendre de l’ampleur. Au début du XXe siècle, alors que de nombreuses bibliothèques publiques voyaient le jour partout à travers le monde, notamment grâce au financement du philanthrope Andrew Carnegie, au Québec, le clergé s'opposait à la création de telles bibliothèques. Ce sont donc les bibliothèques paroissiales qui ont continué d’augmenter en nombre. De 1900 à 1925, 143 nouvelles bibliothèques paroissiales ont été créées. De 1926 à 1938, c’est 116 bibliothèques qui ont vu le jour et ce, dans toutes les régions du Québec.
Les bibliothèques paroissiales se sont ajoutées au milieu du XIXe siècle aux trois grandes œuvres dévolues à l'Église depuis le début du Moyen Âge, soit la vie religieuse, l'éducation et l'assistance publique. Situation que la France avait apportée au Canada, mais qui s'était assoupi depuis 1760 pour retrouver ses assises en 1840. D'où on peut voir par la création des bibliothèques paroissiales que s'il n'y a pas de génération spontanée dans la vie des sociétés, il se présente aussi des émergences, des évènements traumatiques, pour le meilleur ou pour le pire.
Malgré ses insuffisances, la bibliothèque paroissiale est un phénomène incontournable de l'histoire de la lecture publique au Québec. Elle fut, dans plusieurs localités, la seule manière d'avoir accès au livre et aux idées.